# Aciagrion azureum
Aciagrion azureum е вид водно конче от семейство Coenagrionidae. Видът е незастрашен от изчезване.

## Разпространение
Разпространен е в Индия (Асам), Лаос, Мианмар и Тайланд.